# 托馬斯頓 (緬因州普查規定居民點)
托馬斯頓（英語：Thomaston）是位於美國緬因州諾克斯縣的一個普查規定居民點。

## 人口
根據2020年美國人口普查的數據，托馬斯頓的面積為5.60平方千米，當中陸地面積為5.48平方千米，而水域面積為0.12平方千米。當地共有人口1836人，而人口密度為每平方千米327.86人。